# Niculae Zamfir
Niculae Zamfir (ur. 26 lipca 1958 w Picior de Munte w gminie Dragodana) – rumuński zapaśnik walczący w stylu klasycznym. olimpijczyk z Los Angeles 1984, gdzie zajął czwarte miejsce w kategorii 57 kg.
Trzykrotny uczestnik mistrzostw świata; srebrny medalista w 1982. Wicemistrz Europy w 1985. Ma w swoim dorobku także tytuł mistrza Uniwersjady w 1981 roku.
- Turniej w Los Angeles 1984

Pokonał Patricea Mouriera z Francji, Parka Byeong-hyo z Korei Południowej i Franka Famiano z USA. Przegrał z Mehmetem Karadagiem z Turcji, Pasquale Passarellim z RFN i w pojedynku o brązowy medal z Bambisem Cholidisem z Grecji.